# Čarodějova nevěsta
Čarodějova nevěsta (japonsky 魔法使いの嫁, Mahó cukai no jome) je japonská fantasy manga, kterou píše a ilustruje Kore Jamazaki. Mangu publikuje od listopadu 2013 ve svém časopisu Gekkan Comic Garden nakladatelství Mag Garden. Ve Spojených státech vydává mangu od roku 2014 nakladatelství Seven Seas Entertainment a v Česku od roku 2018 CREW. Animační studio Wit Studio vytvořilo tři díly OVA, sloužící jako prequel k hlavnímu televiznímu seriálu, jenž byl vysílán od října 2017 do března 2018 a obsahuje 24 epizod. Mezi 10. zářím 2021 a 10. zářím 2022 byla vydána třídílná OVA série Mahócukai no jome: Niši no šónen to seiran no kiši, na které pracovalo Studio Kafka.

## Příběh
Hlavní hrdinka Čise Hatori je v aukci prodána čaroději Eliasi Ainsworthovi, který si všimne jejího magického nadání a rozhodne se učinit ji svou učednicí a nevěstou. Čise prožila traumatické dětství, postupně ji opustili oba rodiče, a přívětivé chování čaroděje a magických bytostí, s nimiž se seznámí, na ni učiní silný dojem. Postupně se dozvídá stále více o svých schopnostech a světě, který se jí díky nim otevírá, a o němž doposud neměla tušení.

## Postavy
- Čise Hatori (japonsky 羽鳥智世, Hatori Čise)

Dabing: Acumi Tanezaki
Hlavní protagonistka příběhu. Čise je učenkyně a budoucí nevěsta Eliase Ainswortha. V dětství Čisein otec, společně s jejím bratrem, opustil rodinu a matka před jejíma očima spáchala sebevraždu. Čise byla nedlouho poté prodána do otroctví.
- Elias Ainsworth (japonsky エリアス・エインズワース, Eriasu Einzuwásu)

Dabing: Rjóta Takeuči
Čaroděj, „dítě trnů“, učedník a snoubenec Čise. Dříve učeň Lindenbauma.
- Ruth (japonsky ルツ, Rucu)

Dabing: Kóki Učijama
Dříve církevní pes, který odháněl zloděje a zlé duchy. Ruthovou původní majitelkou byla Isabel a jeho dřívější jméno bylo Juris.
- Angelica Varley (japonsky アンジェリカ・バーレイ, Andžerika Bárei)

Dabing: Júko Kaida
Čarodějnice a technička. Eliasova stará známá.
- Silky (japonsky シルキー, Širukí)

Dabing: Aja Endó
Eliasova tichá a pečlivá hospodyně. Původně Banshee.
- Lindenbaum (japonsky リンデル, Rinderu; zvaný též Lindel)

Dabing: Daisuke Namikawa
Eliasův mistr v kouzelnictví. Žije již stovky let v dračí zemi jako ochránce dračího hnízda.
- Leanan sídhe (japonsky リャナン・シー, Rjanan ší)

Dabing: Saori Hajami
Duch krásné upírky.
- Simon Kalm (japonsky サイモン・カラム, Saimon Karamu)

Dabing: Tošijuki Morikawa
Kněz v kostele nedaleko Eliasova obydlí.
- Michael Renfred (japonsky ミハイル・レンフレッド, Mihairu Renfureddo)

Dabing: Satoši Hino
Kouzelník, který chová zášť k magii a mágům jako celku.
- Alice (japonsky アリス, Arisu)

Dabing: Mucumi Tamura
Renfredova učeňkyně magie. Dříve přežívala na ulici a vydělávala si na živobytí prodejem drog.
- Cartaphilius (japonsky カルタフィルス, Karutafirusu)

Dabing: Ajumu Murase
Také nazýván Joseph. Tajemný mág se vzhledem mladého chlapce, který je však starý několik set let.
- Joseph (japonsky ヨセフ, Josefu)
- Oberon (japonsky オベロン)

Dabing: Kappei Jamaguči
Král Faerie a manžel Titanie. Podobá se satyrům s kopyty a jeleními parohy.
- Titania (japonsky ティターニア, Titánia)

Dabing: Sajaka Óhara
Královna Faerie a manželka Oberona.
- Spriggan (japonsky スプリガン, Supurigan)

Dabing: Hiroki Jasumoto
Kamenný trpaslík, tělesná stráž krále Oberona a královny Titanie.
- Rahab (japonsky ラハブ, Rahabu)

Dabing: Kotono Micuiši
- Stella Barklem (japonsky ステラ・バークレム, Sutera Bákuremu)

Dabing: Sumire Morohoši
- Riiči Miura (japonsky 三浦 理一, Miura Riiči)

Dabing: Takahiro Sakurai
- Hai no Me (japonsky 灰の目)

Dabing: Džódži Nakata
- Mariel (japonsky マリエル, Marieru)

Dabing: Maaja Sakamoto
- Júki Hatori (japonsky 羽鳥 夕輝, Hatori Júki)

Dabing: Šindži Kawada
- Čika Hatori (japonsky 羽鳥 智花, Hatori Čika)

Dabing: Kikuko Inoue
- Fumiki Hatori (japonsky 羽鳥 史輝, Hatori Fumiki)

Dabing: Hana Sató
- Akiko Hatori (japonsky 羽鳥 亜紀子, Hatori Akiko)

Dabing: Aja Hisakawa